# Southern Pacific Transportation Company
Southern Pacific Transportation Company (Южная тихоокеанская транспортная компания) учётная марка SP, ранее Southern Pacific Railroad (1865—1885) и Southern Pacific Company (1885—1969), или более известная как Southern Pacific — американская железнодорожная компания.

## История

Логотип компании

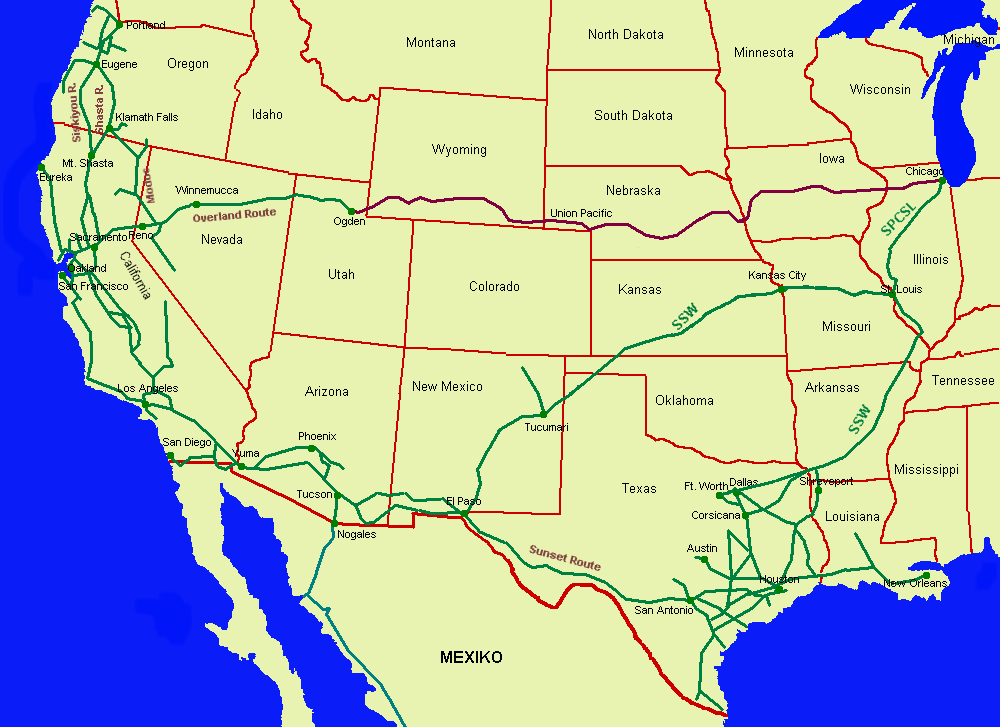
Система железных дорог SP

Компания была основана в 1865 году, позже взята в аренду Central Pacific Railroad. К 1900 году Southern Pacific Company выросла в крупную железнодорожную систему, в которую были включены такие небольшие компании, как Texas and New Orleans Railroad и Morgan’s Louisiana and Texas Railroad. Железные дороги компании простирались от Нового Орлеана через Техас в Эль-Пасо, через Нью-Мексико и Тусон в Лос-Анджелес, через большую часть Калифорнии в Сан-Франциско и Сакраменто.
Общая протяжённость путей Southern Pacific изменялась из года в год: в 1929 году она составляла 22,286 км, а со слиянием с D&RGW составила 16,774 км, в основном, за счёт обрезки путей. Но после объединения с компанией St. Louis Southwestern Railway общая протяжённость составила 21,739 км.
9 августа 1988 года Межгосударственная комиссия по торговле одобрила покупку Southern Pacific Company компанией Denver and Rio Grande Western Railroad. Впоследствии из-за финансовых проблем компания была приобретена компанией Union Pacific Railroad.
Примечательно, что в 1886 году железная дорога была ответчиком в Верховном суде по делу «Округ Санта-Клара против Южной тихоокеанской железной дороги».